# Santo Amaro da Imperatriz (ort)
Santo Amaro da Imperatriz är en ort i Brasilien.   Den ligger i kommunen Santo Amaro da Imperatriz och delstaten Santa Catarina, i den södra delen av landet, 1 300 km söder om huvudstaden Brasília. Santo Amaro da Imperatriz ligger 29 meter över havet och antalet invånare är 18 418.
Terrängen runt Santo Amaro da Imperatriz är huvudsakligen kuperad, men åt sydväst är den bergig. Santo Amaro da Imperatriz ligger nere i en dal. Runt Santo Amaro da Imperatriz är det ganska tätbefolkat, med 54 invånare per kvadratkilometer.. Närmaste större samhälle är Palhoça, 11,9 km öster om Santo Amaro da Imperatriz. 
I omgivningarna runt Santo Amaro da Imperatriz växer i huvudsak städsegrön lövskog.